# Ivo Rudić
Ivo Rudić (Spalato, 24 gennaio 1942 – Spalato, 22 novembre 2009) è stato un calciatore australiano, di ruolo centrocampista.

## Carriera
Prese parte, insieme alla Nazionale di calcio dell'Australia, al campionato del mondo 1974.